# Gerd von Haßler
Gerd von Haßler (* 28. August 1928; † 7. Januar 1989; eigentlich Hans Leo Gerd von Haßler zu Roseneckh) war ein deutscher Autor, Regisseur, Hörspielsprecher, Komponist, Sänger, Journalist und Produzent.

## Leben
Gerd von Haßler wurde in oder bei Augsburg geboren. Einer seiner Vorfahren war der Musiker und Organist Hans Leo Haßler. Mit fünfzehn Jahren meldete er sich als Minensucher in den Zweiten Weltkrieg, löste sich aber bald schon von der Ideologie des Nationalsozialismus und desertierte.
Nach dem Krieg studierte er Literatur, Musik und Frühgeschichte und lebte von 1953 bis 1963 in Frankfurt am Main. Camillo Felgen, der spätere Moderator der Erfolgssendung „Spiel ohne Grenzen“, erkannte sein journalistisches Talent und holte ihn zu Radio Luxemburg, wo von Haßler u. a. mit der Konzeption der Verleihung des „Goldenen Löwen“ betraut war.
1963 zog von Haßler mit seiner ersten Frau und seinen drei Kindern in die Medienstadt Hamburg, wo er als freier Autor feuilletonistische Artikel und Filmrezensionen verfasste. Unter anderem erschienen seine Berichte in der „Welt“, der Welt am Sonntag und im Spiegel.
Eher als Nebenprodukt dieser Arbeit begann er mit der Tätigkeit, für die er berühmt werden sollte: Er verfasste Kinderhörspiele, wobei sich sein Hauptaugenmerk auf Kaspergeschichten richtete, in denen er selbst die führenden Rollen des Kaspers, des Seppls, des „Kleinen Igels“ und viele andere mehr sprach. Neben von Haßler wirkten verschiedene deutsche Schauspieler und Kabarettisten an diesen rund vierzig Kasper-Langspielplatten mit, darunter Ingrid Ohlenschläger (1926–1999), Jens Kiehn (†), Heinz Fabian, Ursula Graeff, Eva Zlonitzki, Hella von der Osten-Sacken, Karin Lieneweg und Gisela Engelhardt. Die Platten erschienen bei den unterschiedlichsten Labeln wie EUROPA, maritim, BASF, Metronom oder in der Perl-Serie. Teilweise liefen hier die Hörspiele unter dem Label „Das Augsburger Kasperle“. Als Besonderheit bei diesen Aufnahmen ist zu erwähnen, dass sie ohne festgeschriebenen Text, also nur aufgrund eines Exposés von Haßlers entstanden sind; die Schauspieler mussten – ebenso wie von Haßler selbst – während der Aufnahmen also entlang des vorgegebenen Handlungsstrangs improvisieren.
Zusätzlich zu den Kaspergeschichten verfasste und produzierte er gut dreißig weitere Kinder- und Jugendhörspiele, beispielsweise nach den Märchen der Brüder Grimm, Geschichten aus 1001 Nacht oder Erzählungen von Karl May, aber auch Science-Fiction Hörspiele wie Besuch aus dem Weltraum.
Darüber hinaus produzierte er insgesamt 27 Schallplatten mit von ihm komponierter oder arrangierter Musik: Shanties, Studentenlieder, Volksmusik und Kinderlieder. Auf einigen von ihnen ist Gerd von Haßler unter dem Pseudonym – oder besser: seinem Alternativnamen – Hans Roseneckh als Sänger mit tiefer Stimme (und in ausgezeichnetem Englisch) zu hören, beispielsweise auf der LP Auf hoher See zusammen mit Jörn Harder.
Nebenberuflich engagierte er sich in der Hamburger Lokalpolitik. 1966 kandidierte er gegen Erik Blumenfeld für den Posten des Vorsitzenden des Landesverbandes Hamburg der CDU, verlor diese Wahl allerdings knapp.
Ab Ende der 1970er beschäftigte er sich wieder vermehrt journalistisch und verfasste zwischen 1976 und 1987 fünf aufwendige populärwissenschaftliche Bücher mit häufig ökologischem Akzent.
In den 1980er Jahren zog von Haßler, der bislang in Lütjensee bei Hamburg gelebt hatte, zusammen mit seiner zweiten Frau Yasmine zurück in seine Heimat Bayern, zuerst nach Ampfing, später dann nach Mettenheim. Von dort aus engagierte er sich für ein Projekt namens Gemeinnützige Gesellschaft zur Zukunftssicherung: Nach der Katastrophe von Tschernobyl wollte er auf einem weitläufigen Territorium in Bayern eine Art „Zufluchtsgelände“ für Mensch und Tier nach dem Vorbild der Arche errichten. Der bayrische Ministerpräsident Franz Josef Strauß (CSU) ließ sich für dieses Unternehmen begeistern.
Doch zur Umsetzung dieses Projektes sollte es nicht mehr kommen, denn Gerd von Haßler starb, erst 60-jährig, am 7. Januar 1989 an Bauchspeicheldrüsenkrebs.
Seine Kinderhörspiele, besonders die Kasperplatten, erfreuen sich als antiquarische Sammlerobjekte bis heute größter Beliebtheit.

## Hörspiele (Auswahl)
- Kasperles lustige Streiche – Wie der Teufel die Prinzessin heiraten wollte / Wie der Kasper der Hexe einen Streich spielen wollte, EUROPA 1968
- Kasperle ist wieder da – Wer kann den besten Pudding kochen? / Wie Kasperle den Teufel überlistet hat, EUROPA 1969
- Kasperle und Seppl – Wie die Hexe den Zauberer verhext und der Kasper mit dem Hexenbesen zaubert / Wie Kasperle und Seppel den Räuber fangen, EUROPA 1969
- Kasperl im Land von König Hampelmann, BASF Peggy, 1972
- Das Augsburger Kasperle – Wie Kasperle Beinahe Einen Neuen König Bekommt, PERL-Serie 1973
- Kasperle und das Hutzliputzli-Bienenwachs / Kasperle und die geschenkt-gestohlene Zeit, EUROPA 1974
- Kasperle und die Straßenabfallbeseitigungsmaschine / Kasperle und das Müllverbrennungs-Höllenfeuer, EUROPA 1974
- Seid ihr alle da? – Wie der König Ferien macht / Auf der Wildschweinhatz / Gretels neuer Hut ist weg / Wurtzenbutz stiehlt die Puddingschüssel, Doppelfolgen,  METRONOME 1974
- Wie Kasper den Räuber in die Hölle schickt (und ihn wieder aus der Hölle holt) , METRONOME 1974
- Das Augsburger Kasperle – Wie Kasperle den fliegenden Koffer beschiesst, METRONOME 1975

## Schriften
- Noahs Weg zum Amazonas, 1976
- Rätselhaftes Wissen, 1977
- Wenn die Erde kippt, 1981
- Welt ohne Notausgang, 1984
- Der Menschen törichte Angst vor der Zukunft, 1987